# Abraham Laboriel
Abraham Laboriel, född 17 juli 1947 i Mexico City, är en mexikansk basist med honduranskt ursprung.
Han är av många ansedd som världens bästa basist. Han har medverkat på över 3000 album, och har spelat med bland andra Donald Fagen, Lee Ritenour, Dave Grusin, Andy Pratt, Stevie Wonder, Barbra Streisand, Al Jarreau, Billy Cobham, Dolly Parton, Elton John, Ray Charles, Madonna, Paul Simon, Keith Green, Alvaro Lopez and Res-Q Band, Lisa Loeb, Quincy Jones, Russ Taff, Larry Carlton, Engelbert Humperdinck, Crystal Lewis, Chris Isaak, Michael Jackson, Alex Acuña, Al Jarreau, Jim Keltner, Leonard Cohen och Phillip Bailey. 1980 grundade han gruppen Koinonia. När han gjorde sina tre soloalbum (Dear Friends, Guidum och Justo & Abraham) hade han med många kända musiker, till exempel Alex Acuña, Al Jarreau, Jim Keltner, Philip Bailey och Justo Almario.
Abraham Laboriel är far till trumslagaren Abe Laboriel Jr, som bland annat spelat med Paul McCartney.